# كبير الجلد (فطر)
كبير الجلد (الاسم العلمي: Macroderma)، جنس فطريات من فصيلة فطريات متخفية. يضم نوع واحد موطنه في أمريكا الشمالية والبرازيل.